# Boris Sanson

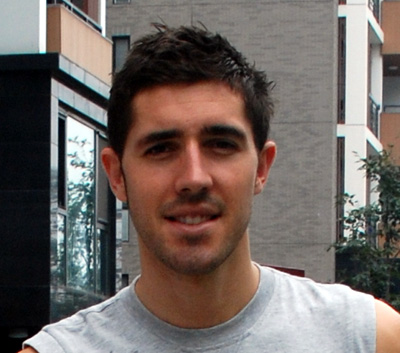
Sanson, 2008.

Boris Sanson é um esgrimista francês, representou seu país nos Jogos Olímpicos de Verão de 2008. Fez parte do grupo que ganhou a medalha de ouro na categoria sabre por equipes.